# Xã Randolph, Quận Portage, Ohio
Xã Randolph (tiếng Anh: Randolph Township) là một xã thuộc quận Portage, tiểu bang Ohio, Hoa Kỳ. Năm 2010, dân số của xã này là 5.298 người.